# 1998年長野オリンピックの中国選手団
1998年長野オリンピックの中国選手団（1998ねんながのオリンピックのちゅうごくせんしゅだん）は、1998年2月7日から2月22日まで日本の長野県で開催された1998年長野オリンピックの中国選手団、およびその競技結果。

## 概要
今大会は銀メダル6個、銅メダル2個の合計8個のメダルを獲得した。

## メダル
| メダル | 選手名                  | 競技               | 種目            |
| ------ | ----------------------- | ------------------ | --------------- |
| 銀     | 徐囡囡                  | エアリアル         | 女子エアリアル  |
| 銀     | 安玉龍                  | ショートトラック   | 男子500m        |
| 銀     | 李佳軍                  | ショートトラック   | 男子1000m       |
| 銀     | 楊陽                    | ショートトラック   | 女子500m        |
| 銀     | 楊陽                    | ショートトラック   | 女子1000m       |
| 銀     | 楊陽 楊揚 王春露 孫丹丹 | ショートトラック   | 女子3000mリレー |
| 銅     | 陳露                    | フィギュアスケート | 女子シングル    |
| 銅     | 李佳軍 馮凱 袁野 安玉龍 | ショートトラック   | 男子5000mリレー |

## スケート

### フィギュアスケート
- 郭政新
  - 男子シングル：8位
- 陳露
  - 女子シングル：銅メダル
- 申雪・趙宏博
  - ペア：5位

## アイスホッケー
- 女子：4位
  - 予選リーグ：2勝3敗

 中国 ● 0 - 5 ○  アメリカ合衆国
 中国 ● 0 - 2 ○  カナダ
 中国 ○ 6 - 1 ●  日本
 中国 ○ 3 - 1 ●  スウェーデン
 中国 ● 6 - 1 ○  フィンランド
- - 3位決定戦

 中国 ● 1 - 4 ○  フィンランド